# Марковка (Тывровский район)
Марко́вка (укр. Маркі́вка) — село на Украине, находится в Тывровском районе Винницкой области.
Код КОАТУУ — 0524584001. Население по переписи 2001 года составляет 258 человек. Почтовый индекс — 23333. Телефонный код — 4355. Занимает площадь 0,86 км².

## Достопримечательности
В Марковке есть музей известного украинского композитора и общественного деятеля Н. Леонтовича.

## Известные жители и уроженцы
- Кравчук, Екатерина Алексеевна (1911—1994) — Герой Социалистического Труда.

## Адрес местного совета
23333, Винницкая область, Тывровский р-н, с. Марковка, ул. Кошевого, 4; тел. 27-5-40.